# Israel ben Josef

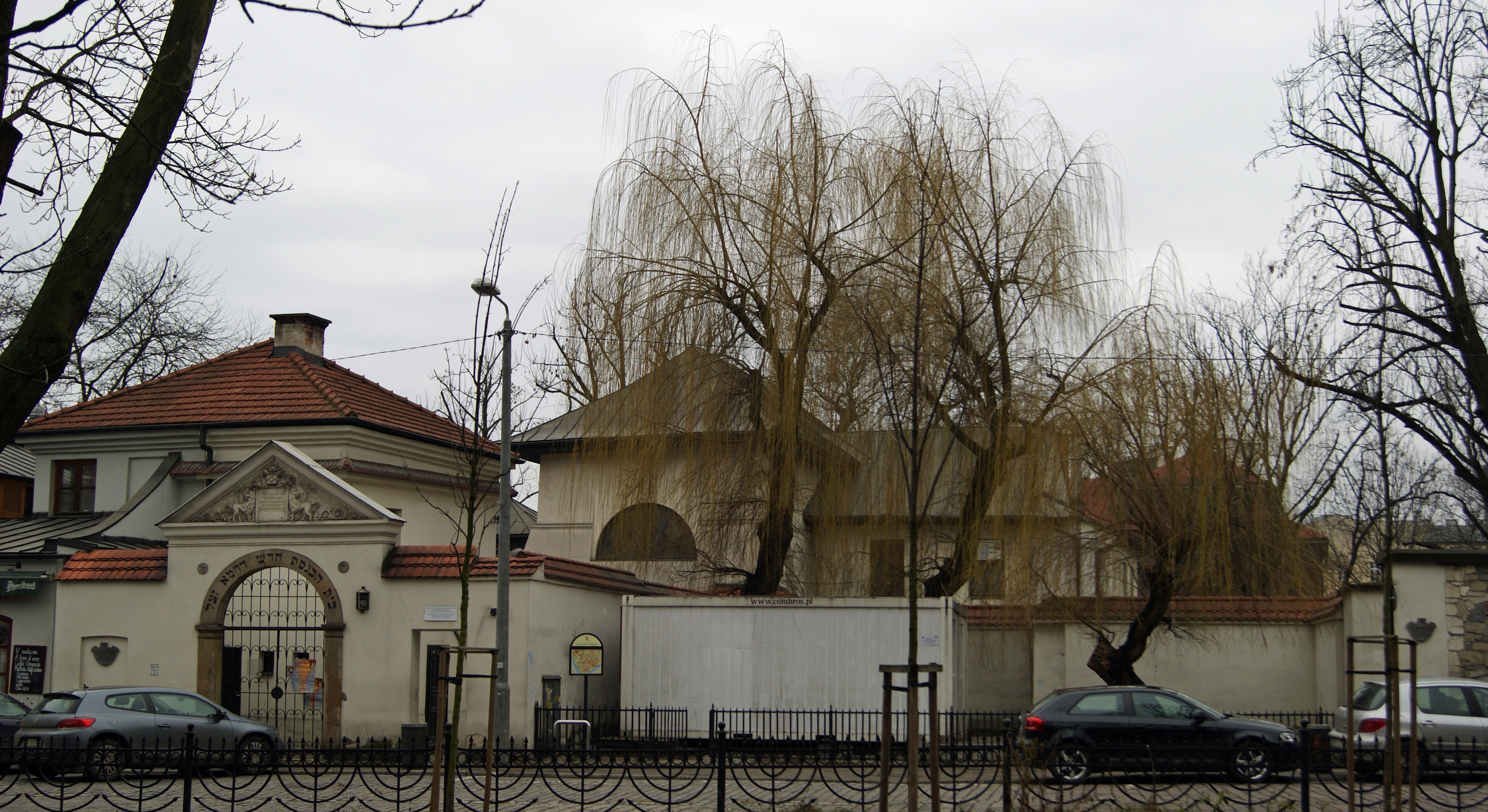
Remuh-Synagoge in Krakau-Kazimierz, 2012

Israel ben Josef war der Gründer der Remuh-Synagoge in Krakau-Kazimierz und Vater von Moses Isserles.

## Leben
Über sein Leben gibt es nur wenige Informationen. Israel war ein Enkel von Mosche Auerbach aus Regensburg.
1519 kam er mit anderen Juden aus Regensburg nach Krakau.
1525 wurde dort sein Sohn Mosche Isserles geboren.
1552 starben bei einer Pestepidemie seine Mutter, die Ehefrau Malka und die Schwiegertochter Golda.
Israel war zu diesem Zeitpunkt ein vermögender Geschäftsmann und anerkanntes Mitglied der Gemeinde in Kasimir.
Er stiftete auf einem eigenen Grundstück eine Synagoge zum Vermächtnis seiner verstorbenen Frau.
1553 wurde die Synagoge eingeweiht, erst 1556 kam die offizielle Bestätigung des polnischen Königs Sigismund II. August.
Die Synagoge wurde (später?) nach seinem Sohn Mosche (Akronym ReMa) benannt.